# Ercavica
Ercavica ou Arcavica est le nom d'un ancien municipe romain qui se situe à Cañaveruelas (province de Cuenca, Espagne).

## Localisation
Dans le contexte de la campagne de 179 av. J.-C. menée par Tiberius Sempronius Gracchus sur les terres des Celtibères, la ville d'Ercavica est nommée pour la première fois. Tite Live raconte comment la puissante et célèbre ville d'Ercavica, impressionnée par les désastres subis par les autres peuples voisins, décide d'ouvrir ses portes aux Romains. Toutefois, Tite Live mentionne que cette reddition ne fut pas sincère et que dès que Tiberius Sempronius Gracchus retirait ses troupes d'une contrée les hostilités recommençaient à nouveau. La ville dont parle Tite Live est la ville celtibère dont la ville romaine a pris par ailleurs le nom. La ville romaine d'Ercavica se trouve elle, située sur un promontoire près la rivière Guadiela. L'ancienne ville celtibère se situait à quelques kilomètres sur la rive opposée de la rivière, elle devient un campement militaire durant la guerre sertorienne. Aujourd'hui, le lieu est inondé par les eaux d'un marais proche. L'accès au site archéologique se fait à travers le village de Cañaveruelas par un chemin de terre de cinq kilomètres, qui est très bien signalisé.

## Histoire

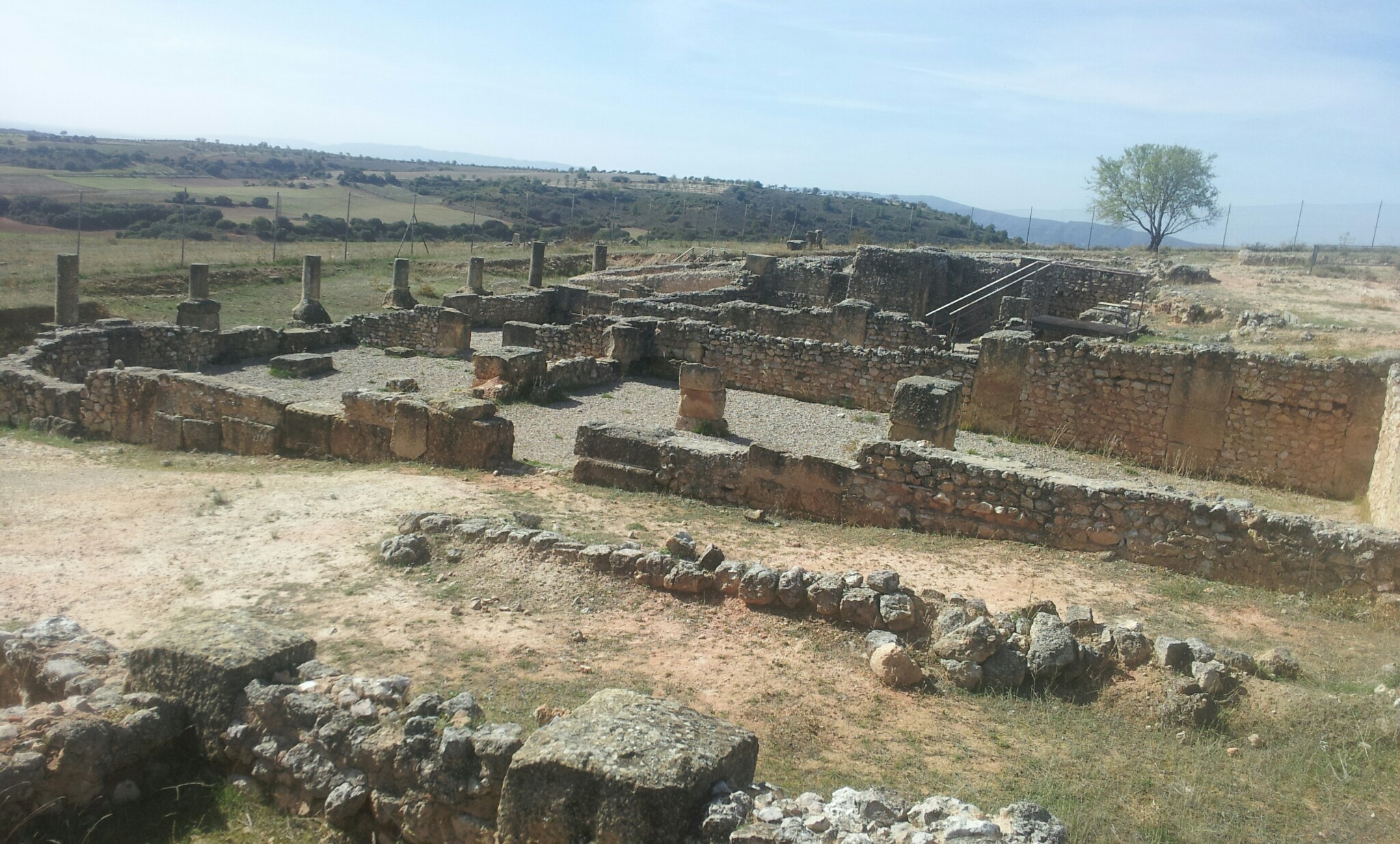
Les thermes de la cité romaine d'Ercavica.

C'est à partir du IIe siècle av. J.-C. que la ville va acquérir une apparence romaine avec un tracé régulier et délimité dans son périmètre par une muraille. La ville disposait d'édifices publics et privés caractéristiques d'une ville romaine. La cité passe sous le contrôle de l'empereur Auguste dans les dernières années du Ier siècle av. J.-C. et dans les premières du Ier siècle lors de la fin de l'aménagement de la ville.
C'est à l'époque Julio-Claudienne que Ercavica acquiert le statut de municipe de la province de Tarraconaise. Cette période marque l'apogée de la ville durant les Ier siècle et IIe siècle. À partir du IIIe siècle, la cité commence à subir un lent déclin qui provoque l'abandon définitif du site entre les IVe siècle et Ve siècle. Puis le site semble être à nouveau réoccupé, mais sous le nom d'Arcavica qui est notamment mentionné en 675 dans le XIe concile de Tolède comme siège épiscopal, avant que ce dernier ne soit déplacé à Cuenca.

### Émissions monétaires
Vers le milieu du IIe siècle av. J.-C., Erkauika émet deux émissions en bronze dont l'unique valeur est l'unité. Ces types d'émissions de monnaies correspondent des ateliers monétaires celtibères durant cette période avec un buste sur l'avers et un cavalier armé d'une lance sur le revers.
Les monnaies émises par cet atelier monétaire montrent aussi qu'à l'époque d'Auguste, la ville avait le statut de municipe.
Il semble qu'il y ait eu trois émissions réalisées au nom des empereurs Auguste, Tibère et Caligula.
Pour dater la première émission, les preuves chronologiques n'existent pas. Cependant, le style « patricien » du portrait d'Auguste sur quelques monnaies amène la majorité des spécialistes à considérer qu'Ercavica a obtenu le statut de municipe durant la visite d'Auguste, en 15-14 av. J.-C., et que l'émission aurait été faite pour marquer la fondation de la ville. Mais une minorité considère plus juste la date 11-10 av. J.-C.. Cette première émission comprenait des as et des semis avec le portrait d'Auguste sur l'avers et un taureau sur le revers.
La deuxième émission s'est produite pendant le règne de l'empereur Tibère avec la mention des noms des magistrats (II VIRI pour duoviri)). Les dessins ont très peu varié, les as portent un taureau et les semis une couronne de laurier qui entoure le nom du municipium.
Les frappes sous le règne de Caligula n'ont pas toutes été réalisées lors de la même émission. Sur un sesterce datant de cette époque, il est possible de voir le portrait de l'empereur sur l'avers et sur le revers les trois sœurs de Caligula. Cependant il n'existe pas de certitude que cette pièce fait partie de l'émission réalisée au nom de Ter(tius) Sura et L(ucius) Lic(icinius) Gracilis, parce que ces noms ne sont pas mentionnés sur la monnaie. L'existence de quelques monnaies où il manque le titre P(ater) P(atriae) et d'autres qui le possèdent, suggère que la frappe pourrait être datée à partir de l'année 37, moment à partir duquel Caligula obtient ce titre.

#### Ouvrages
- (es) Mariví Gomis Justo, Ercauica : las acuñaciones ibéricas, Numisma, 1995.
- (es) Mariví Gomis Justo, La ceca de Ercavica, Madrid-Barcelone, Asociación numismática española, 1997.
- (es) Alberto José Lorrio Alvarado, Ercávica. La muralla y la topografía de la ciudad, vol. 9, Madrid, Bibliotheca Archeologica Hispana, 2001.
- (es) Alberto José Lorrio Alvarado, Procesos de continuidad y discontinuidad entre los oppida celtibéricos y las ciudades romanas en la meseta sur: Los casos de Segóbriga y Ercávica (parte de Carrasco Serrano, G.: La ciudad romana en Castilla-La Mancha, Université Castille-La Manche, 2012 (ISBN 978-84-8427-881-8, lire en ligne).
- (es) Pere Pau Ripollès Alegre (es), Las acuñaciones provinciales romanas de Hispania, vol. 8, Barcelone, Bibliotecha Nvmismatica Hispana, 2010.

#### Article
- (es) D. Manuel Osuna, « Ercávica. El futuro del pasado », Revista de Arqueología, no 152,‎ 1993, p. 16-25.

#### Chapitres
- (es) Maria José Bernardez Gomez et Juan Carlos Guisado Di Monti, « La minería del lapis specularis y su relación con las ciudades romanas de Segóbriga, Ercávica y Valeria », dans Enrique Gozalbes Cravioto, La ciudad romana de Valeria (Cuenca), Cuenca, 2009, p. 211-226.
- (es) D. Manuel Osuna, « Ercávica I », dans Arqueología Conquense I, Cuenca, 1976.
- (es) D. Manuel Osuna, « Ercávica », dans Ciudades romanas en la provincia de Cuenca. Homenaje a Francisco Suay Martínez. Arqueología Conquense XIV, Cuenca, 1997, p. 169-208.
- (es) R. Rubio Ribera, « La ciudad romana de Ercavica », dans A. Caballero Klink et J. L. Ruiz Rodríguez, Investigaciones arquelógicas en Castilla-La Mancha 1996-2002, Tolède, 2004, p. 215-228.